# Kaffeklubben
A ilha Kaffeklubben (em dinamarquês:  Kaffeklubben Ø; em groenlandês/gronelandês:  Inuit Qeqertaat, em português: Ilha Clube de Café) é uma pequena ilha que se encontra ao largo da costa nordeste da Groelândia, e é considerada o ponto de terra firme mais setentrional.
Descoberta por Robert Peary em 1900, a ilha tem cerca de 1 km de comprimento, e encontra-se em 83° 40′ N, 29° 50′ O, 37 km a leste do cabo Morris Jesup, na Groelândia. Visitada primeiramente pelo explorador dinamarquês Lauge Koch em 1921, este nomeou-a de "clube do café" (do Museu de Mineralogia do Copenhaga), e em 1969 uma equipe do Canadá calculou que a sua ponta mais a nordeste se encontra mais de 750 m a norte do que o cabo Morris Jesup, assim reivindicando para a ilha o título de ponto mais setentrional em terra firme.
Desde então, diversos bancos de saibro e cascalho foram encontrados ainda mais a norte, embora haja um debate a respeito de se a ilha de Oodaaq ou outros outros bancos de cascalho nessas condições devam ser considerados para o registo porque são raramente permanentes, sendo engolidos regularmente por gelos flutuantes, tornando-se submersos no oceano.
Apesar do duro ambiente da ilha, há vegetação em Kaffeklubben – vários musgos, hepáticas, e líquenes, e plantas de flor: Saxifraga oppositifolia (saxifraga-púrpura) e Papaver radicatum (papoila-ártica).